# Zbigniew Hirnle
Zbigniew Romuald Hirnle (ur. 29 maja 1919 w Kołomyi, zm. 17 kwietnia 2004) – lekarz radiolog, profesor nauk medycznych.

## Życiorys
W latach 1950–1984 związany z Wrocławiem i jego Akademią Medyczną we Wrocławiu, gdzie m.in. po uzyskaniu stanowiska docenta w 1975, kierował do 1984 roku Kliniką Radioterapii Instytutu Radiologii i Radioterapii. Pod koniec kariery zatrudniony w Śląskiej Akademii Medycznej w Katowicach, gdzie kierował (od marca 1988) II Katedrą Radiologii Lekarskiej i Zakładem Radiodiagnostyki w Katowicach-Ligocie, a po przejściu na emeryturę 30 września 1989 – w niepełnym wymiarze czasu pracy w szpitalu PKP w Katowicach-Ligocie.
Poza pracą zawodową był cenionym malarzem akwarelistą, twórcą głównie portretów, organizatorem wystaw, poetą i dramaturgiem (m.in. autorem dramatu na motywach mitologicznych Zmierzch Herakla). Nawiązując do lat nauki w gimnazjum w Kołomyi, gdzie należał do organizatorów harcerstwa, napisał dwie książki autobiograficzne (Alter ego, 2002; Łabędzi śpiew, 2003).
Mąż (od 1951) Ludmiły Hirnle (z domu Skaja), profesora kardiologii w Akademii Medycznej we Wrocławiu; ojciec kierownika Kliniki Radioterapii w Bielefeld, prof. n. med. Piotra Hirnle oraz prof. n. med. Tomasza Hirnle, kierownika Kliniki Kardiochirurgii Uniwersytetu Medycznego w Białymstoku.
Zbigniew Hirnle był starszym bratem Eligiusza Hirnle, pilota wojskowego, pełniącego służbę we Wrocławiu, potem w Pile i w Gdyni.
Pochowany na Cmentarzu Grabiszyńskim we Wrocławiu.